# 1964년 동계 올림픽 캐나다 선수단
캐나다는 오스트리아 인스브루크에서 열린 1964년 동계 올림픽에 참가했다.

## 메달 집계

### 종목별 메달 수
| 종목 | 1 | 2 | 3 | 합계 |

## 메달리스트

### 금메달
- 빅 에메리, 피터 커비, 더글라스 애너킨, 존 에메리 — 봅슬레이, 남자 4인승

### 동메달
- 페트라 부르카 — 피겨 스케이팅, 여자 싱글
- 데비 윌키스, 가이 레벨 — 피겨 스케이팅, 페어

## 참조
- 올림픽 공식 결과 보관됨 2012-02-04 - 웨이백 머신